# ボルボ・V70

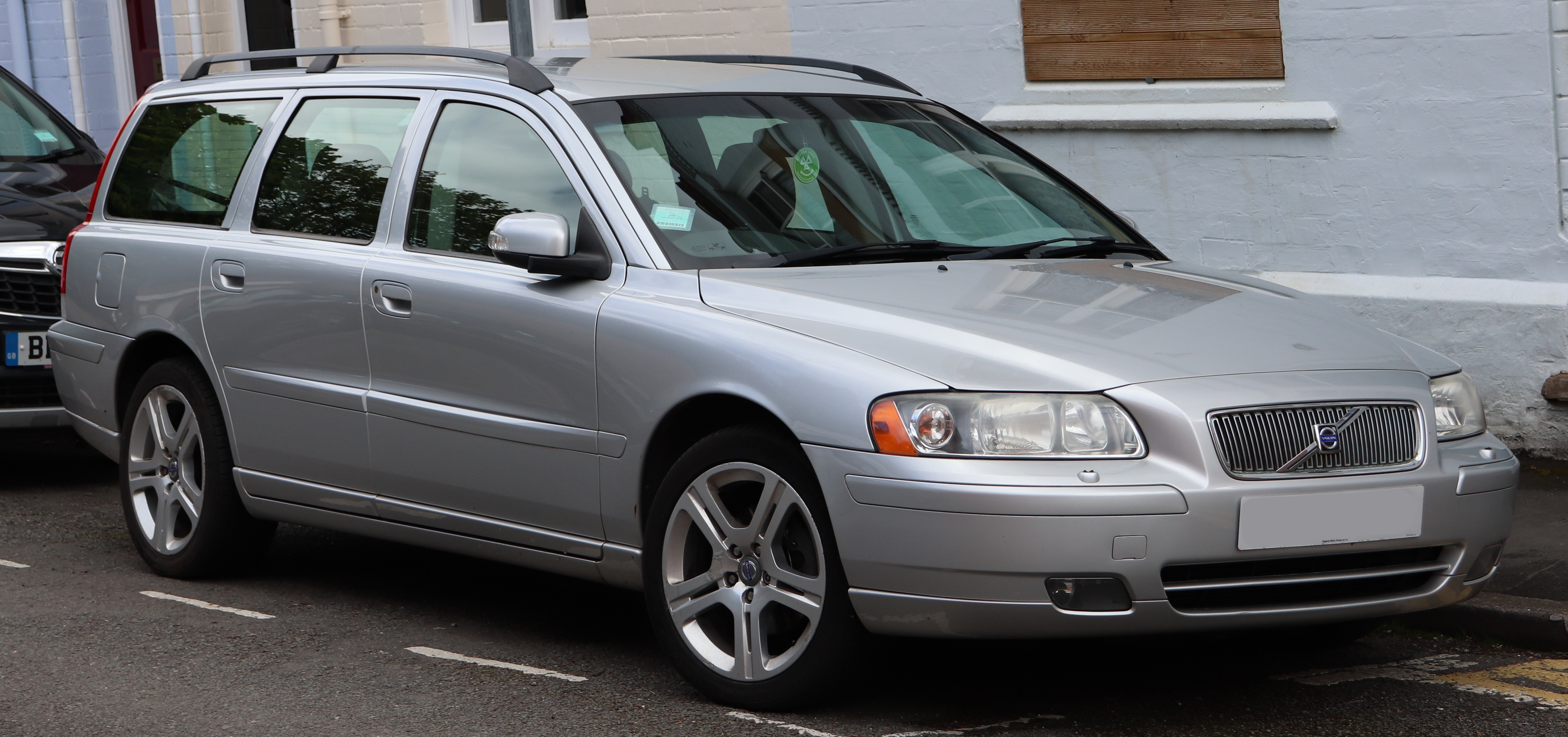

V70（Volvo V70）は、スウェーデンの自動車メーカー、ボルボ・カーズが製造・販売していたステーションワゴンである。

## 概要
初代モデルは1996年にボルボ・850の後継車で、エクステリアはそのまま850のものを引き継いだ。初代・2代目はその完成度の高さから、中古車市場では根強い人気を保っている。
2017年2月に発売終了した。後継車はボルボ・V90。
クロスカントリータイプについてはボルボ・XC70を参照。

## 初代

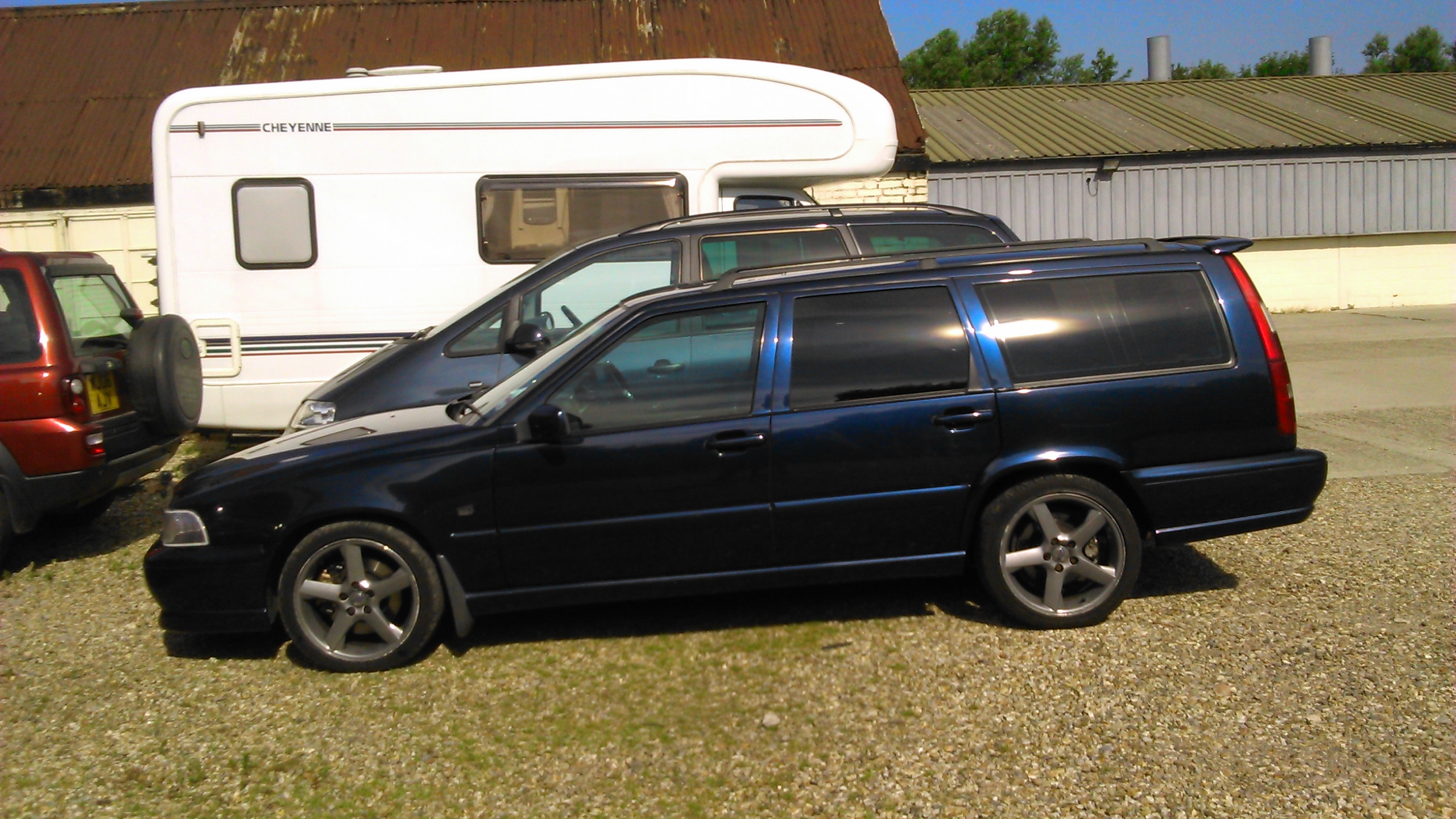
サイド

1996年に登場。850の後継車として、マイナーチェンジした上で70シリーズに名称変更となり、セダンはS70、それまでエステートと呼ばれていたステーションワゴンモデルが、多才・多様性などの意味を持つ「Versatility」のイニシャルをとりV70と呼ばれることになった。850から大きく変わったのはフロント回りのデザインであるが、内装も従来の質朴な印象のものから、曲線やウッドパネルを多用した高級感のある仕様にグレードアップされている。基本メカニズムは850及びS70と同じだが、V70にのみ、ボルボ初の4輪駆動モデル、AWDが設定され、1997年8月にはボルボ創立70周年を記念したV70R・AWDが登場、10月には車高をアップして悪路走破性を向上させたV70XC・AWDも設定されている。 ワゴンとセダンのモデルが存在した。スウェーデンのほか、ベルギーやカナダの工場でも生産された。

### 初代の仕様
ガソリン
| 車種     | 出力                    | トルク @rpm               | 排気量 (cc) | エンジン | 備考 |
| -------- | ----------------------- | ------------------------- | ----------- | -------- | ---- |
| 2.0      | 126 PS (93 kW; 124 hp)  | 170 N⋅m (130 lb⋅ft) @4800 | 1984        | B5204    |      |
| 2.5      | 144 PS (106 kW; 142 hp) | 206 N⋅m (152 lb⋅ft) @3300 | 2435        | B5252 S2 |      |
| GLT      | 170 PS (125 kW; 168 hp) | 220 N⋅m (160 lb⋅ft) @3300 | 2435        | B5254 S  |      |
| 2.0T     | 180 PS (132 kW; 178 hp) | 240 N⋅m (180 lb⋅ft) @1800 | 1984        | B5204 T2 |      |
| 2.4T     | 193 PS (142 kW; 190 hp) | 270 N⋅m (200 lb⋅ft) @1800 | 2435        | B5254 T3 |      |
| 2.4T AWD | 193 PS (142 kW; 190 hp) | 270 N⋅m (200 lb⋅ft) @1800 | 2435        | B5254 T3 |      |
| T5 2.0   | 226 PS (166 kW; 223 hp) | 310 N⋅m (230 lb⋅ft) @2700 | 1984        | B5204 T3 |      |
| T5       | 240 PS (177 kW; 237 hp) | 330 N⋅m (240 lb⋅ft) @2700 | 2319        | B5234 T3 |      |
| R        | 250 PS (184 kW; 247 hp) | 350 N⋅m (260 lb⋅ft) @2700 | 2319        | B5234 T4 |      |
| R AWD    | 250 PS (184 kW; 247 hp) | 310 N⋅m (230 lb⋅ft) @2400 | 2319        | B5234 T8 |      |
| R AWD    | 265 PS (195 kW; 261 hp) | 350 N⋅m (260 lb⋅ft) @2500 | 2435        | B5244 T  |      |

ディーゼル
| 詳細 | 出力                    | トルク @rpm               | 排気量 (cc) | エンジン | 備考 |
| ---- | ----------------------- | ------------------------- | ----------- | -------- | ---- |
| TDI  | 140 PS (103 kW; 138 hp) | 290 N⋅m (210 lb⋅ft) @1900 | 2460        | D5252 T  |      |

ガス
| 詳細    | 出力                    | トルク @rpm               | 排気量 (cc) | エンジン | 備考 |
| ------- | ----------------------- | ------------------------- | ----------- | -------- | ---- |
| Bi-Fuel | 144 PS (106 kW; 142 hp) | 206 N⋅m (152 lb⋅ft) @3300 | 2435        | B5244 SG |      |

## 2代目
1999年に2代目へとフルモデルチェンジされた。車名からすると2代目V70だが、初代は850のマイナーチェンジ版であり、こちらは940の後継車種になる。（ただし直接的な後継ではない。）設計は車体寸法を拡大、イギリス人デザイナーのピーター・ハーブリーによる側面衝突時の安全性も考慮された丸みを帯びた抑揚の強いスタイルが与えられ、従来の700/900/850系の角張ったデザインとは大きく趣きを変えたスタイリングは物議を醸した。 ハーブリー曰くスタイリングのコンセプトは「スポーツカーのフロントにワゴンのリアを結合させたもの」。
日本では2000年から2007年までボルボ・カーズ・ジャパンの主力車種として販売された。外寸拡大に比例して室内空間やラゲージスペースは大幅に拡大された。装備水準は極めて高く、インパネやドアトリムにはほぼ全面にソフトパッドがおごられたり、カーペットも毛足の長い物が装備されたり、ドアトリムも先代の弱点であった生地の浮きもほとんど発生しなくなった。その一方でスペアタイヤは応急用となるなど多少コストダウンした部分もある。
エンジンは全車に直列5気筒エンジンを搭載し、ベースグレードの2.4L NAが140馬力・最大ルク22.9キロ、2.4の2.4L NAが170馬力・最大トルク23.5キロ、2.4Tの2.4Lターボが200馬力・最大トルク29.1キロ、AWDと2.5の2.5Lターボが209馬力・最大トルク32.6キロ、T-5の2.3Lターボが250馬力・最大トルク33.7キロ、そしてV70R用の2.5Lハイプレッシャーターボエンジンが300馬力・最大トルク40.8キロとなる。
初代S80・初代S60・XC90は同じプラットフォーム（P2プラットフォーム）の派生車である。生産はスウェーデン・ベルギーにある工場で行われた。モデルライフサイクル短縮とデザインポリシーの大幅な軌道修正は、ボルボが1998年にフォードの傘下に入ったことによる、フォード主導による開発販売方針、デザイナーをはじめとする設計陣の入れ替え、という背景がある。
2004年10月にマイナーチェンジを実施し、外装前後のモールがカラード化されたり、センターコンソールなどが改良された。ただしヘッドライトは前期型のガラスレンズから、後期型は樹脂レンズを採用したため後期は経年変化による黄ばみが目立つという欠点を持つ。DSTCも全車に標準装備された。
2006年モデルへのマイナーチェンジで全車にルーフレールを標準装備したほか、エントリーモデルの2.4はウッドパネルやアルミホイールを標準装備化。AWDのシステムをプレチャージ式電子制御AWDに変更した。新色も含めて全15色のボディカラーを設定。またV70Rをカタログモデルとした。
最終型ではウインカー内蔵型ドアミラーとディスチャージヘッドランプその他の装備（プレミアムサウンドオーディオシステムなど）を全車標準装備とした。また走行中、死角に他車が存在することを運転手に警告灯で知らせるBLIS（ブラインドスポット・インフォメーション・システム）をRに採用している。
2008年3月　日本販売終了。

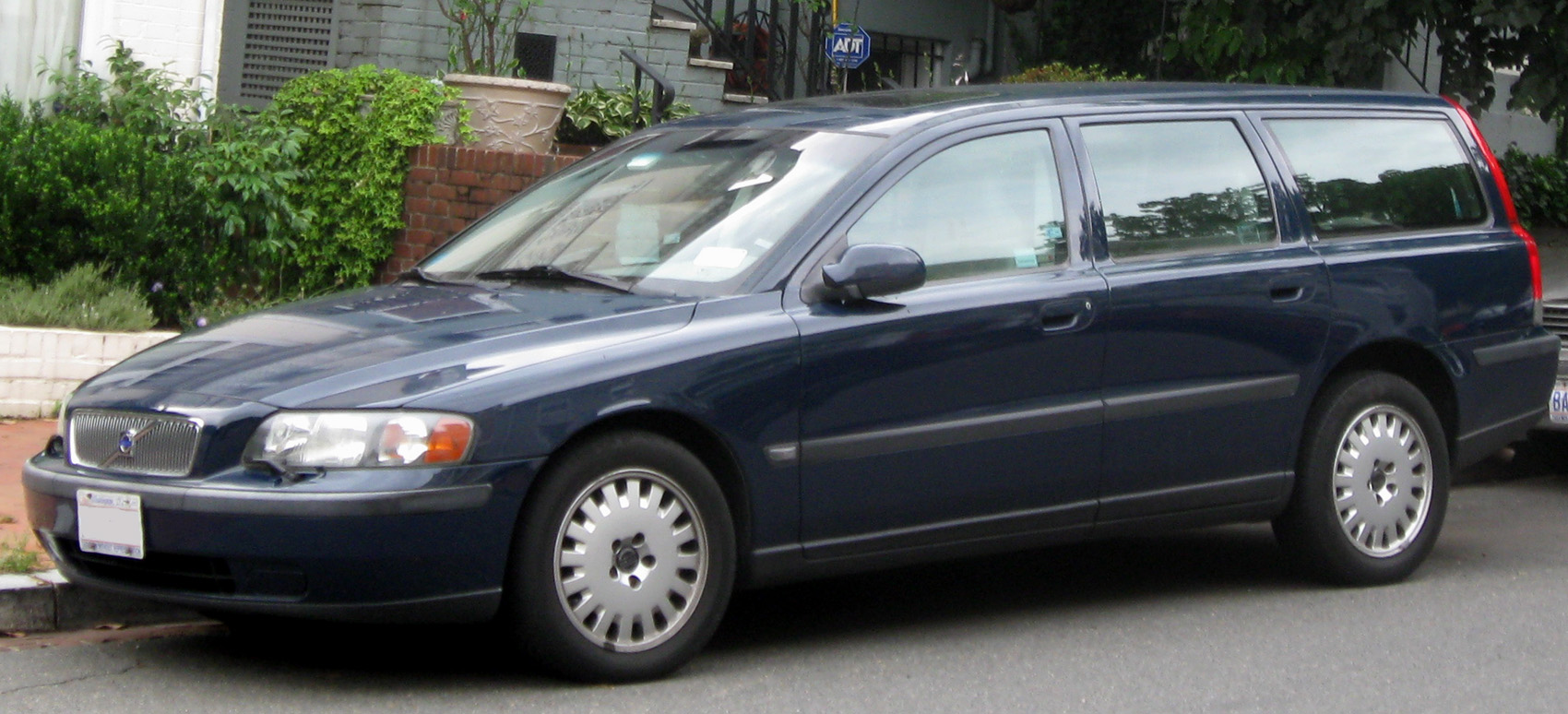
前期型
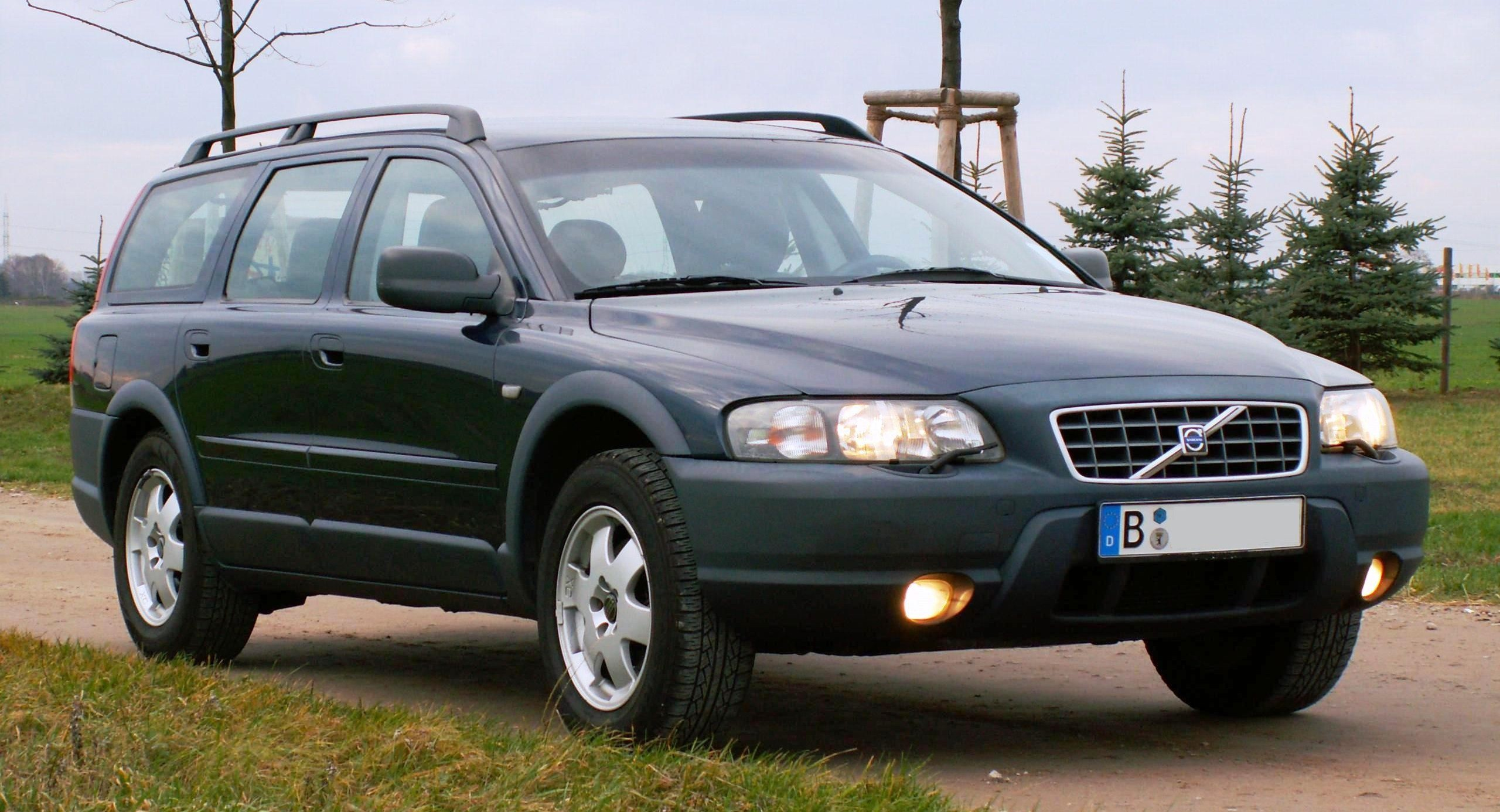
XC70

## 3代目
V70は2007年2月に3代目へとフルモデルチェンジされた。全長×全幅×全高＝4825×1890×1545mmと更に一回り大きくなったボディには2.5L直列5気筒ターボに加え、4輪駆動車にはV70初となる世界的にも珍しい横置きの直列6気筒エンジンが搭載されることになった。日本市場における当初の販売価格もベーシックな2.5TLEで498万円、上級グレードのT-6 TE AWD 4WDで770万円と大幅に上昇した。
2008年5月　小変更で2.5Tと3.2SEにレザーシートやハイパフォーマンスオーディオ（3.2SEはプレミアムサウンドオーディオ）を標準とし、また全モデルにメタリック・パール塗装やサービスパスポートも付いた。
2009年1月　スポーティな装いを持つ「R-DESIGN」が新設定。
2009年7月　マイナーチェンジが行われ、フロントグリルに大型化されたアイアンマークが採用された。2.5L直列5気筒ターボエンジンに改良が施され、最高出力で231ps・最大トルク34.7㎏と約16％アップとしながら、燃費は9.5km/Lと約10％向上されている。また、新たにエントリーグレード、ノルディックが追加されたほか、グレードの整理が行われ直列6気筒エンジン車はターボエンジンのAWD駆動を持つT-6TEに統一。
2010年7月　小変更により、3.0Lの直列6気筒ターボエンジンが改良によりエンジン出力が304馬力・最大トルク44.9㎏へと大幅にパワーアップしたほか、燃費性能向上の両立が図られた。これにより、2010年度燃費基準+5％を達成している。また、安全性能も向上され左右リアヘッドレストに前席よりスイッチひとつで作動する「ワンタッチ前方可倒式」が採用された。
2011年2月　マイナーチェンジ。エンジンが新開発の1.6L直列4気筒直噴DOHCエンジンを採用したエントリーグレード、V70・DRIVe（ドライブ・イー）が追加された。このモデルはエコカー減税対象となる。V70 T5 SEには、これまた新開発の2000cc直噴ターボエンジンが採用された。なお、このマイナーチェンジにより日本向けから直列5気筒エンジンは消滅。さらに追突事故を防止する自動ブレーキを含む独自の安全技術、シティセーフティを最上級グレードに標準装備。その他にもオプションで用意された。2011年以降北米での販売を中止された。
2012年8月　V70・DRIVe（ドライブ・イー）⇒T4に改称。この頃から販売の主軸がV40やV60に移行していく。
2013年8月　マイナーチェンジで内外装デザインを刷新。また、「シティセーフティ」の作動速度域が30km/hから50km/hに引き上げられ、「追突回避・軽減フルオートブレーキシステム」にサイクリスト検知機能が加わるなど、安全性能が向上している。さらに、T4に代わるエントリーグレード「T4 SE」が新たに設定されている。
2015年7月　小変更を実施。装備充実のクラシックを設定。また、V70のトップグレード、「T6・AWD」は廃止され、前輪駆動のみのラインナップとなった。
2016年　ボルボ・V90が後継車となる。V70では最終生産モデルに使用される「クラシック」がある。グレードは、「T4・クラシック」「T5・クラシック」
2017年2月　ボルボ・V90・ボルボ・S90が発表される。これらがそれぞれV70とS80の後継車となり、V70とクロスカントリータイプのXC70 は生産終了となった。

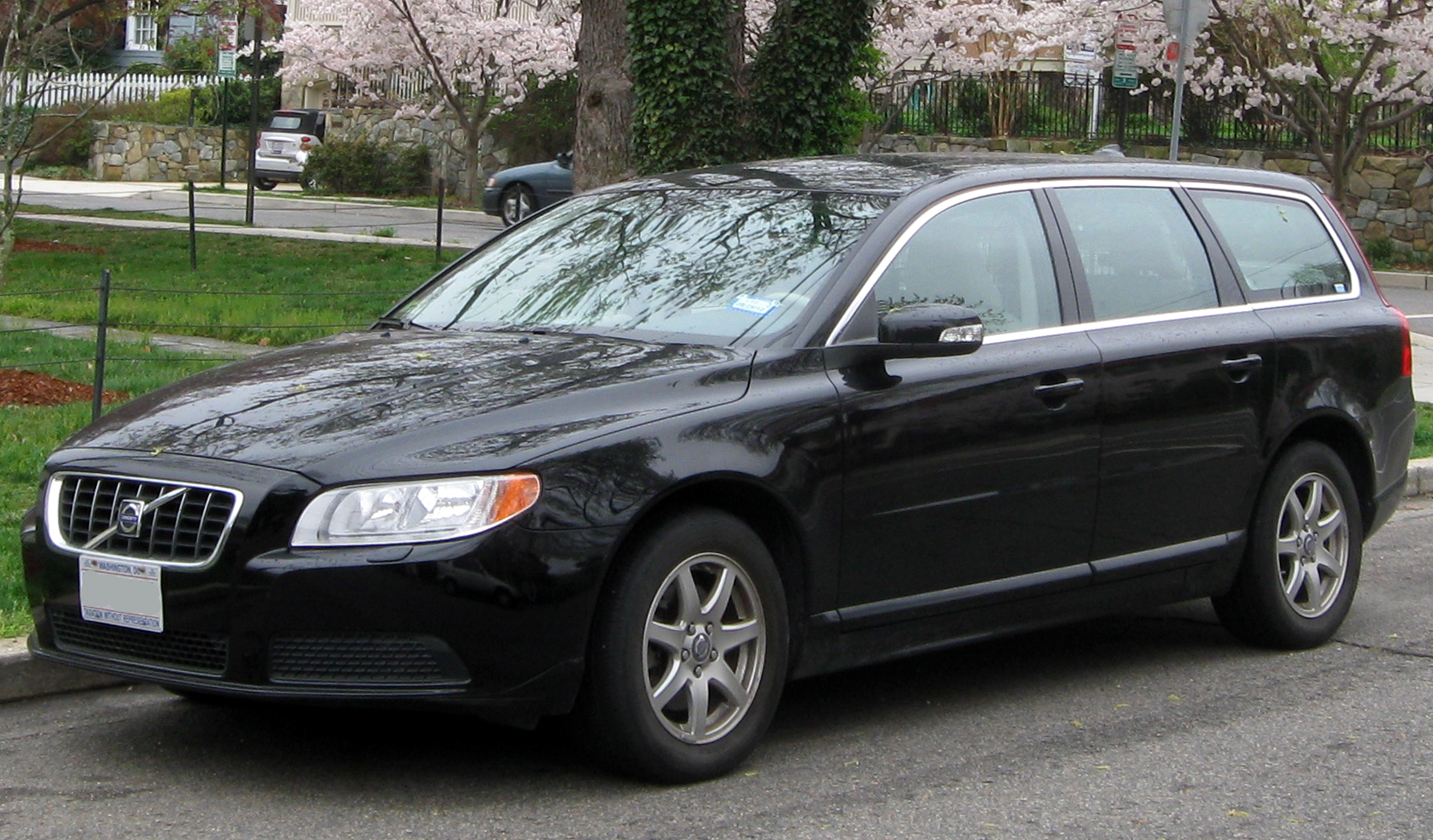
V70
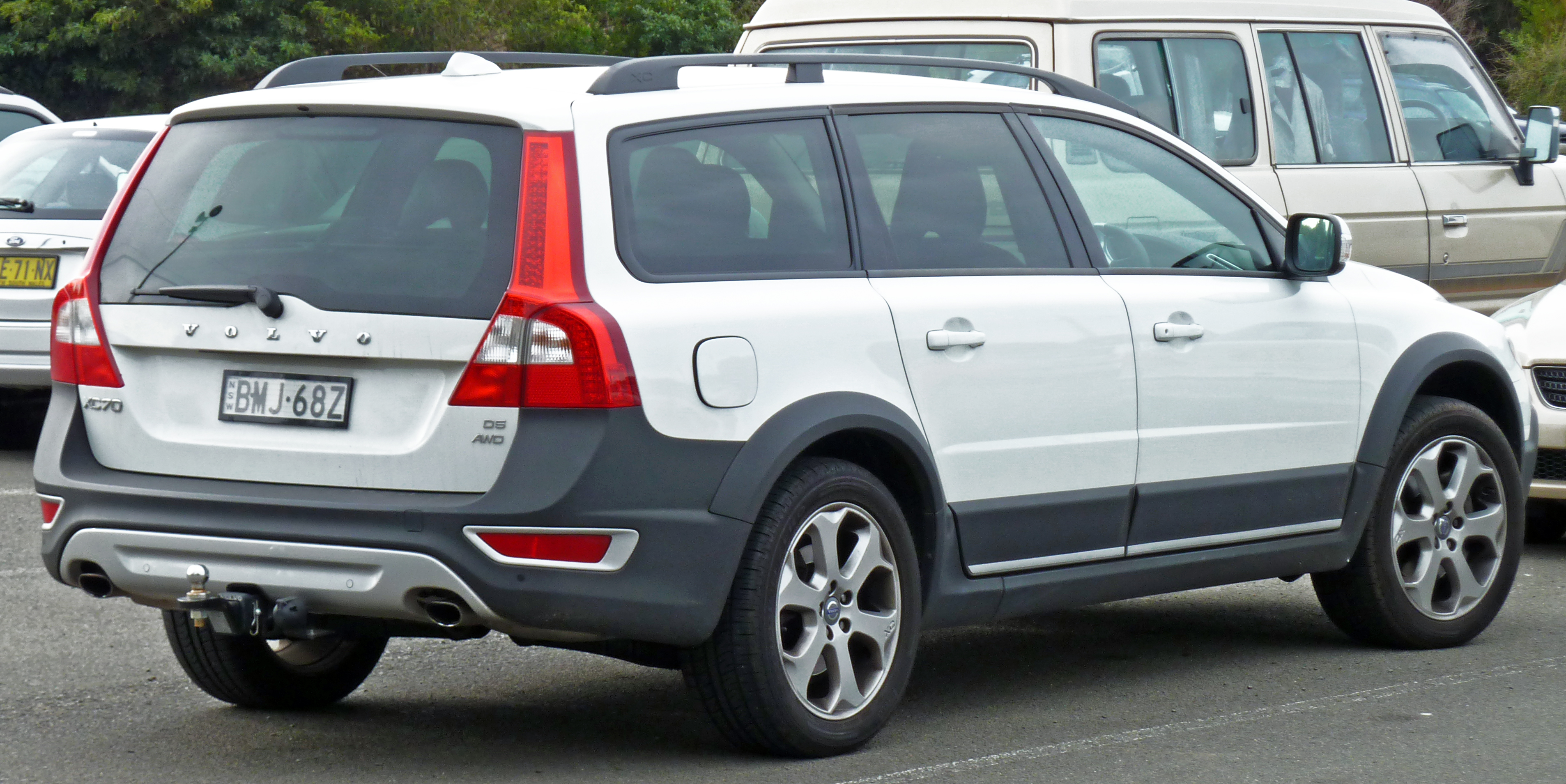
XC70 D5 リア

### V70 プラグインハイブリッド
スウェーデンの電力会社であるバッテンフォールとの合弁事業でボルボは2台のV70をディーゼル・電気式プラグインハイブリッド実証車として改造して2009年12月からヨーテボリで公道試験が行われている。バッテンフォールは顧客に風力発電や水力発電等の再生可能エネルギーによって発電された電力を供給することを試みるなど、この試験は電気自動車にとって不利な低温環境での経験を積むことを目標としている。
V70 PHEV試験車は11.3kWhのリチウムイオン充電池を使用する。テストドライバーの報告によるとV70 プラグインハイブリッド実証車は電気のみの走行で20キロメートル (12 mi) から30キロメートル (19 mi) 走行する。実証車は運転手が電気やディーゼルエンジンのどちらでもいつでも切り替えられるようにボタンが設置されている。公道試験の第一段階は2010年6月に終了し16家族を含むボルボまたはバッテンフォールの従業員の全てが1か月間に1、5週間参加した。第2段階は2010年7月から12月までバッテンフォールのヨーテボリとストックホルムの全ての従業員を対象に実施された。第一段階で鍵となる以下の要素が見出された。
- 大半の運転手は街中では低速時に電気走行を選択するが高速道路ではディーゼル走行に切り替える。
- テストドライバーは20 から 30kmの電気での走行距離では不十分であることを見つけ、50キロメートル (31 mi)から80キロメートル (50 mi)、さらに将来的には150 - 200キロメートル (93 - 124 mi)の走行距離を要求した。
- 全てのテストドライバーは日中に充電したが公道試験のために設置された公共の充電設備は誰も使用しなかった。
- 公道試験前、運転手達は歩行者や自転車の乗員に対して電気自動車の静粛性に関して危険性を考慮していた。試験後これらの懸念は取り越し苦労であったことが明らかになった。

ボルボは2009年に2010年に認証を取得して2012年初頭にディーゼル電気式ハイブリッドの量産に入る予定であることを発表した。ボルボはプラグインハイブリッドはヨーロッパの試験サイクルで1USガロンあたり125マイル (1.88 L/100 km; 150 mpg-imp) に達する事が可能と主張している。

## リンク
- ボルボカーズジャパン V70（公式サイト）
- Volvo V70 - at Volvo UK
- V70R.com
- VolvoForum.com
- 2009 Volvo XC70 Review  Automoblog.net
- 2009 Volvo V70 DRIVe 1.6L Review  Roadtestreports.co.uk